# Daniel Făt
Daniel-Adrian Făt este un actor, cantautor, improvizator, compozitor și textier român.

## Biografie
S-a născut pe data de 19 iunie 1974 la Tășnad, Jud. Satu Mare, apoi a locuit in Baia Mare.

### Studii
- Master - Teatru Muzical - Universitatea ”Dunărea de jos” - Galați și Academia Centrală de Dramă Beijing(China) 2015
- Actor - Universitatea de Artă Teatrală Tg. Mureș, secția Actorie, promoția 2000
- Absolvent al modulului pedagogic
- Absolvent al Colegiului Național "Gheorghe Șincai" Baia Mare, matematică-fizică, promoția 1992

## Cariera
- 2004- prezent: Actor, zdrăngănitor, improvizator, liber profesionist
- 2004–prezent: Membru al Companiei „Passe-Partout Dan Puric”, București
- 2003–2006: Actor colaborator al Teatrului “Masca” București
- 2003–2004: Actor angajat al Teatrului Valah Giurgiu
- 2000–2003: Actor angajat al Teatrului Municipal Baia Mare
- 1997–2000: Actor colaborator al Teatrului Național Tg. Mureș
- 1996: Actor mânuitor de păpuși angajat al Teatrului de Păpuși Baia Mare
- 1992–1993: Actor debutant Teatrul Dramatic Baia Mare

## Activitate profesională

### Teatru
Roluri jucate
- 2001 –prezent: Majoritatea Cluburilor de Teatru din București si din diferite orase din Romania

One-man-show „Eftin, da’ bun” după „O  scrisoare pierdută” de I.L.Caragiale, toate personajele(9), concepția regizorală, muzica(pe versuri de I.L.Caragiale) și scenariu Daniel FăT 
- 2005- prezent: Teatrul Național „I.L.Caragiale” București, Diferite personaje – „Don Quijote” – Cervantes,scenariu și regia Dan Puric
- 2004 –2006:Teatrul„Masca”București & T. „Valah”Giurgiu Borges, orbul, funcționarul, preotul – „Intrusa” după Borges,scenariu și regia Mihai Mălaimare
- 2000–2003: Teatrul Municipal Baia Mare Binefăcătorul – „Binefăcătorul” după Cehov, adaptarea și regia Liana Didilescu
- Bobcinschi – „Revizorul” – Gogol, Regia Gelu Badea
- Comediant – „(Turandot)2” – scenariu și regia Gavriil Pinte
- Profesorul de filozofie – „Burghezul Gentilom” – Moliere, Regia Anton Tauf Leul – „Vrăjitorul din Oz” – regia Alina Hiristea
- 1997-2000: Teatrul Național Tg. Mureș Fleance – „Macbeth” – W.Shakespeare, regia Ștefan Iordănescu

Slander – „Nevestele vesele din Winsor” – W.Shakespeare, regia Cornel Popescu
- Poetul Vay – „Prințesa și Porcarul” – D.Solomon, regia Oana Stancu
- Richard – „Totul în Grădină”– E.Albee, regia C-tin Anatol

### Participări la concursuri, festivaluri si turnee de teatru
Invitat cu recitaluri si/sau in juriu la diverse festivaluri de folk si teatru
- noiembrie – decembrie 2006 – Turneul european finantat de Ministerul de Externe al Romaniei, cu spectacolul „Don Quijote” al Companiei „Passe-Partout Dan Puric”: Berlin, Londra, Paris, Bruxel, Madrid, Alcala de Henares (orasul natal al lui Cervantes) si Viena
- Festivalul de Teatru Piatra-Neamț – 2004 – „Intrusa” –Premiul pt. cel mai bun spectacol
- Festivalul de Teatru Sf. Gheorghe – 2002 –„Revizorul”
- Festivalul Dramaturgiei Românești Timișoara – 2001 –„Eftin, da’ bun” – invitat
- Festivalul pt. tineri actori „Salt” Timișoara – 2001 –„Eftin, da’ bun”
- Festivalul „I.L.Caragiale” București – 2000 –„Macbeth” – regia Stefan Iordanescu

### Radio&Televiziune
- 1996 –prezent: Apariții tv ca invitat sau colaborator la emisiuni de divertisment, muzică și teatru: Antena1, B1TV, TVR1, TVR2, TVRi, PrimaTV, Tele7abc, TVRM, Euforia, SensoTV
- 2007(octombrie-decembrie): Colaborator cu rubrica proprie la emisiunea „Cafeneaua Astrelor” la TVR1
- 2007(mai-septembrie): Prezentator al emisiunii ALO TU ALEGI de pe TVR1
- 2003 –prezent: Colaborator (actor, compozitor și interpret) al Societății Române de Radiodifuziune, Redacția Teatru Radiofonic, Radio România Cultural și Muzical, precum si la alte radiouri particulare.
- 2005: Colaborator al emisiunii „Canalul de Știri” Antena1,cu rubrica Topul evenimentelor „Mă Doare-n Cot!”
- 1993 –1996: Colaborator la diverse emisiuni ale posturilor de radio și televiziune locale în Baia Mare

### Pedagogie-regie
Posesor al certificatului de absolvire al modulului pedagogic
- 2008 – 2011 – Lector colaborator al Universitatii de Arte Bucuresti, sectia Scenografie, materia:  Performance Art
- 2010-2011: - regia, dramatizarea si coordonarea , in cadrul cursului Performance Art, cu studentii sectiei Scenografie ai Universitatii de Arta Bucuresti, spectacolul ”Rinocerii” - prezentat la Ziua Univeritatii de Arta Bucuresti si in cadrul Festivalului de la Metroul bucurestean.
- 2009-2010: - regia, dramatizarea si coordonarea , in cadrul cursului Performance Art, cu studentii sectiei Scenografie ai Universitatii de Arta Bucuresti, un spectacol ”Trilogie antica” - prezentat si la Ziua Univeritatii de Arta Bucuresti.
- 2008-2009: „Visul unei nopti de vara” - regia, coordonarea si scenariu, in cadrul cursului Performance Art, cu studentii sectiei Scenografie ai Universitatii de Arta Bucuresti
- 2008: „Up&Down” – regia, scenariul Universitatea de Arta Bucuresti, cu studentii sectiei Scenografie Participari la Festivalul Masca, Festivalul cetatii medievale Rasnov si Festivalul Medieval de la Muzeul Satului din Bucuresti
- 2008 iunie: Colaborator ca animator al Caravanei de informare a tineretului despre programe de finantare „Tineret in actiune”. Interactivitate si lucru cu tineri elevi si studenti din Alexandria, Calarasi, Targoviste, Alba Iulia, Piatra Neamt, Buzau, Tulcea si Constanta
- 2002-prezent: Colaborari si participari la festivaluri nationale cu trupe de teatru profesionist sau amator (cu liceeni si studenti), in Tg.Mures, Baia Mare, Arad, Bucuresti, Rasnov, Brasov etc.
- 2003:  „Pedagog de scoala noua” dupa I.L.Caragiale, Liceul de Arta Baia Mare

### Diverse
- Participări ca invitat la evenimente de toate genurile (de la festivaluri și zile ale orașelor, până la petreceri private sau de firmă), concerte în cluburi, în diverse săli de spectacole sau pe scene amenajate în aer-liber, cu momente artistice de teatru, pantomimă și /sau de muzică (folk-rock, colinde, improvizații), ca prezentator, animator, moderator, regizor, improvizator(ex: cântece pe temă dată).

### Muzică
Participări la concursuri și festivaluri de muzică

#### Festivaluri de muzică ușoară
- 1997: „Gaudeamus” Brașov  – Premiul special pt. Originalitate
- 1996 : „Amara” Slobozia,  „Când castanii înfloresc” Ploiești – Premiul III
- „ Călărași” Călărași – Premiul special
- „Mărțișor dorohoian” – debut muzical

#### Festivaluri de muzică folk
- 2000-2009:  „Om Bun” București – Invitat în recital
- 2000 -2002:  „Ecouri în Țara de Sus” Baia Mare – Inițiator și organizator
- 1998: Festivalul „Om Bun” București  – in concurs
- Festivalul „Galbenă Gutuie” Chișinău(MD) – Premiul I
- Festivalul Studențesc  de Folk „Tg. Mureș” – Premiul I
- Festivalul Studențesc de Folk„Galați”
- 1998, 1999: Festivalul Studențesc de Folk „Iași” – in concurs
- 1997: Festivalul „Rock, Jazz, Folk” Craiova  – Marele premiu
- 1997, 1998:  Festivalul de folk „Chitara de argint” Reghin

### Proiecte personale
- 2009	Martie – 2010: Initiatorul proiectului JOI’N SHOW – spectacol interactiv de muzica, poezie, teatru, improvizatie sub motto: „Serile de mixcultura rock-folk-stand-up mura-n gura” –participa artisti diversi din generatia mai noua: muzicieni, actori, poeti, scriitori, regizori, artisti plastici

### Discografie
- „Împărăția cu trăznăi” – iunie 2004 (casa: A&A Records)– cântece satirice, parodii vesele pe diverse teme, în stil folk-rock (sau folk-punk-acoustic)
- „Corindă, corindă…” – decembrie 2004 (casa: A&A Records), colinde autentice din zona Maramureșului, acompaniate tradițional (tobă, zurgălăi, zongoră)
- „Nu te-ntinde broască-tău!” –  1aprilie 2006 (A&A Records)– cântece pe texte de critică socio-politico-etc,  folk-punk-acoustic
- „De lăv”  – 14 februarie 2007 (casa: A&A Records)– cântece satirice si parodii pe subiectul: declaratii de dragoste
- „Hora Dacică”  – 1 decembrie 2016 – cântece pe teme dacice și istorice
- ”9(NOUĂ)” – iulie 2017 – balade folk-rock